# Riho Nakajima
Riho Nakajima, född den 31 januari 1978 i Ōsakasayama, Japan, är en japansk konstsimmare.
Hon tog OS-brons i lagtävlingen i konstsim i samband med de olympiska konstsimstävlingarna 1996 i Atlanta.